# Jaśnie pan szofer
Jaśnie pan szofer – polski film fabularny z 1935 roku.
Z filmu trwającego około 80 min zachowało się 50 minut.

## Fabuła
Lokaj hrabiego Karola Boratyńskiego (Ludwik Sempoliński), pod nieobecność swojego pana, przebywającego za granicą, wciela się w jego osobę i poślubia Hanię (Ina Benita), córkę przemysłowca, prezesa Pudłowicza (Antoni Fertner). Motywem jest chęć wyciągnięcia od niego pewnej kwoty pieniędzy. Przemysłowiec natomiast ma nadzieję, że małżeństwo to podreperuje jego nadszarpniętą sytuację finansową. Tymczasem wraca prawdziwy hrabia (Eugeniusz Bodo) i dowiaduje się o całej mistyfikacji. Postanawia ją wyjaśnić, ale jego szofer, Antoni Łybko (Tadeusz Olsza), podsuwa mu pomysł, aby przebrał się za niego. W tej nowej roli zgłasza się Karol do Pudłowicza, by zabrać go z córką do Krynicy, gdzie mają się spotkać z rzekomym mężem. W czasie podróży psuje się samochód, co jest okazją do bliższego poznania się. Młodzi zakochują się w sobie. Do Krynicy przyjeżdża też bankier Szober (Feliks Chmurkowski), by załatwić z Pudłowiczem od dawna omawiany interes. Przybywa też ciotka Karola, hrabina Boratyńska (Stanisława Wysocka). Ku zaskoczeniu Hani i jej ojca, szofer Antoni zaczyna grać rolę hrabiego Boratyńskiego. Tożsamość Karola zostaje jednak potwierdzona przez jego ciotkę.

## Obsada
Źródło:
- Eugeniusz Bodo – hrabia Karol Boratyński
- Stanisława Wysocka – ciotka Karola, hrabina Boratyńska
- Antoni Fertner – prezes Pudłowicz
- Ina Benita – Hania, córka Pudłowicza
- Ludwik Sempoliński – Józef Kędziorek, lokaj hrabiego Boratyńskiego
- Tadeusz Olsza – Antoni Łybko, szofer hrabiego Boratyńskiego
- Loda Niemirzanka – pokojówka w hotelu
- Feliks Chmurkowski – Anatol Szober, bankier
- Zofia Ślaska – Nina Szoberowa, żona bankiera
- Józef Redo – kierownik sali w restauracji
- Jan Bonecki – komisarz policji
- Wiktor Biegański – nie występuje w napisach